# مسجد السهلة
مسجد السهلة المعظم أحد أكبر المساجد التي شُيّدت في الكوفة خلال القرن الهجري الأوّل، وما زال أثرها وذِكْرها خالداً إلى الآن. ويبدو أنّ بني ظفر هم بُناة المسجد الحقيقيّون، وهؤلاء بطنٌ من الأنصار نزلوا الكوفة؛ ولهذا عُرِف المسجد أوّلَ الأمر بمسجد بني ظفر، ثمّ إنّ المسجد عُرِف بـ «مسجد السَّهْلة»، وهي التسمية المتداولة حاليّاً.

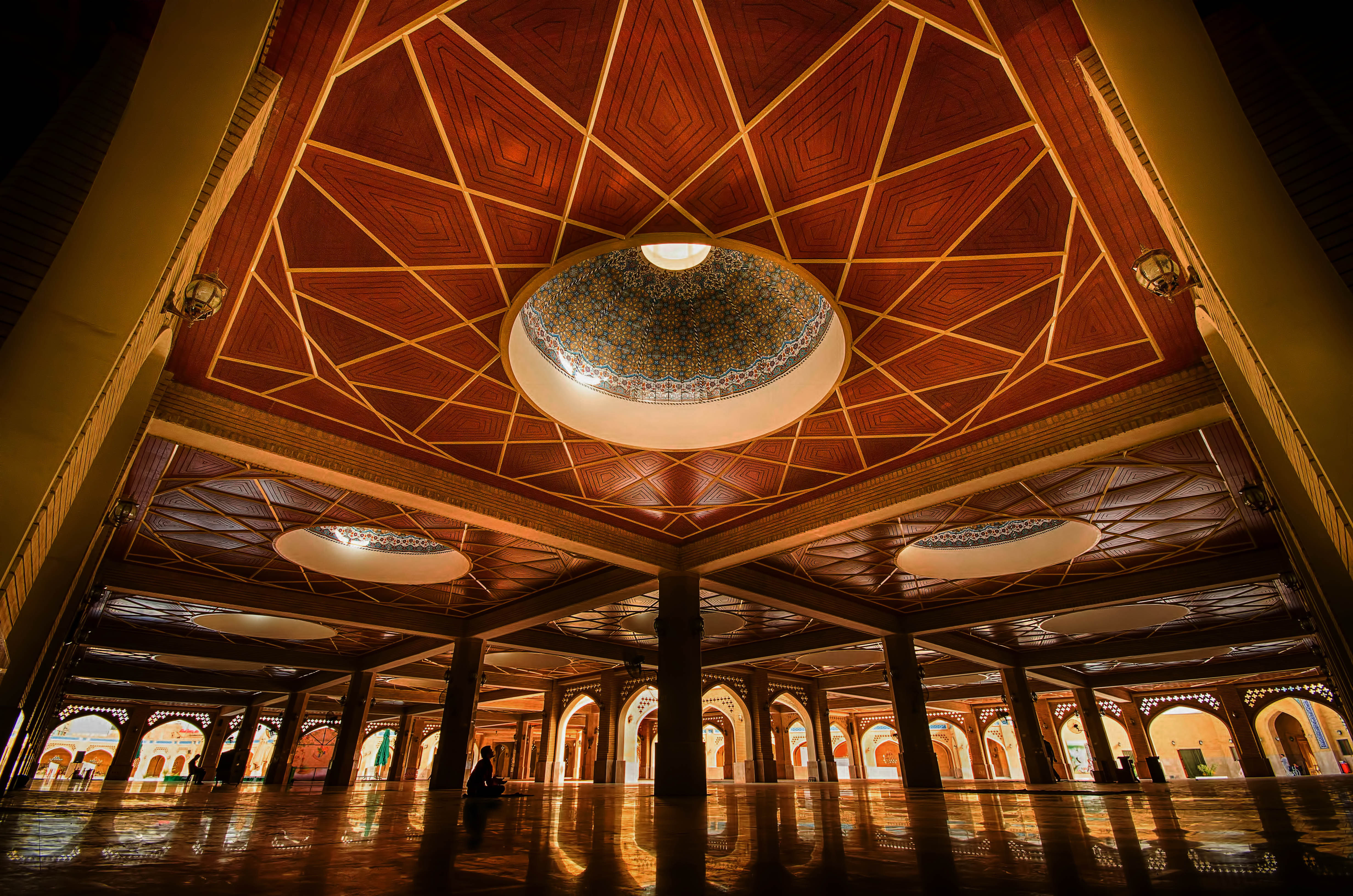
المسجد من الداخل

## التسمية
عُرِف المسجد بـ «مسجد السَّهْلة» والسهلة هي مقبرة من مقابر الكوفة القديمة، فالمسجد يكون على طرفٍ من مقبرة السهلة، وممّن دُفِن بالسهلة: عليّ بن إبراهيم الخيّاط (ت 207 هـ)، وأحمد بن محمّد الطائي (ت 281 هـ)، ومجد الدين حسن بن الحسين الطاهر العلوي (ت 645 هـ).. وغيرهم. ويعرف أيضا باسم مسجد بني ظفر ومسجد القرى ومسجد البري ومسجد بن عبد القيس.

## الأهمية
ومسجد السهلة الحالي مستطيل الشكل، يتألّف من أربعة أضلاع آجُريّة، والمشاهد أو المقامات التي تُزار الآن داخل المسجد هي:
1 ـ مقام الامام علي زين العابدين،: يقع وسط المسجد، عن شماله مقام الامام الصادق، وعن جنوبه مقام الامام المهدي وإليه أقرب.
2 ـ مقام الإمام جعفر الصادق: يقع وسط المسجد تماماً، ومحرابه مُجوَّف، كُتِب على القاشانيّ الذي يكسو التجويف أحدُ الأدعية المأثورة في السهلة، وتُقام على دكّته المستطيلة صلاة الجماعة.
3 ـ مقام الإمام المهديّ المنتظر: ويُعرَف بمقام صاحب الزمان، يقع في وسط الضلع القبلي.
4 ـ مقام الخضر: في الزاوية بين الضلعين الجنوبي والغربي.
5 ـ مقام النبي إدريس: يُقال إنّه كان بيتَ إدريس، يقع في الزاوية بين الضلعين الجنوبي والشرقي.
6 ـ مقام الصالحين: ويُعرَف بمقام الأنبياء هود وصالح عليهما السّلام، يقع في الزاوية بين الضلعين الشمالي والغربي.
7 ـ مقام النبيّ إبراهيم الخليل: يُقال إنّه كان بيتَ إبراهيم، يقع في الزاوية بين الضلعين الشمالي والشرقي.
والمظنون أنْ كان لمسجد السهلة منارة قديمة هُدِّمت في وقتٍ لم نُدركه، والمنارة الحالية شُيّدت سنة 1378 هـ / 1967 م، أرّخ بناءها السيّد محمد الحلي بقوله:
للسهلةِ آقصُدْ واستَجِرْ مِن كـلِّ نائبةٍ وكَبْتِ
هو مسجدٌ سَمَتِ العِبادةُ فيه في سَمْتٍ وصمتِ
قد عُمِّـرتْ فيه المنـارةُ للأذان برفْعِ صَوْتِ
مُذ قيل في تاريخهـا: «ويُؤذّنون بكلِّ وقتِ»
وقد أُلحق بالمسجد قديماً صحنٌ واسع، وهو مقسّم إلى قسمين:
الأوّل: الذي في الطرف الجنوبي (خان الزوّار)، وهو شبيه بالخانات الشاخصة الآن على طريق النجف ـ كربلاء القديم، ويعود تاريخه إلى حوالَي 300 سنة.
والثاني: يقع في الجانب الشمالي، وفيه بيوت خدم المسجد، وقد هُدّمت أوائل سنة 1979 م / 1399 هـ.

## الموقع
يقع مسجد السهلة المشرف في الجهة الشمالية الغربية من مسجد الكوفة المبارك، ويبعد عنه مسافة (كيلومترين) تقريبا هذا الموقع الذي جعله يربط مدينة (الكوفة) بـ (خان المصّلى) ثمّ (كربلاء المقدســــة).
وهذه المنطقة التي كانت تسمى بالكناسة.
كما يربطها بالطريق الآخر بمدينة النجف.

## معرض صور

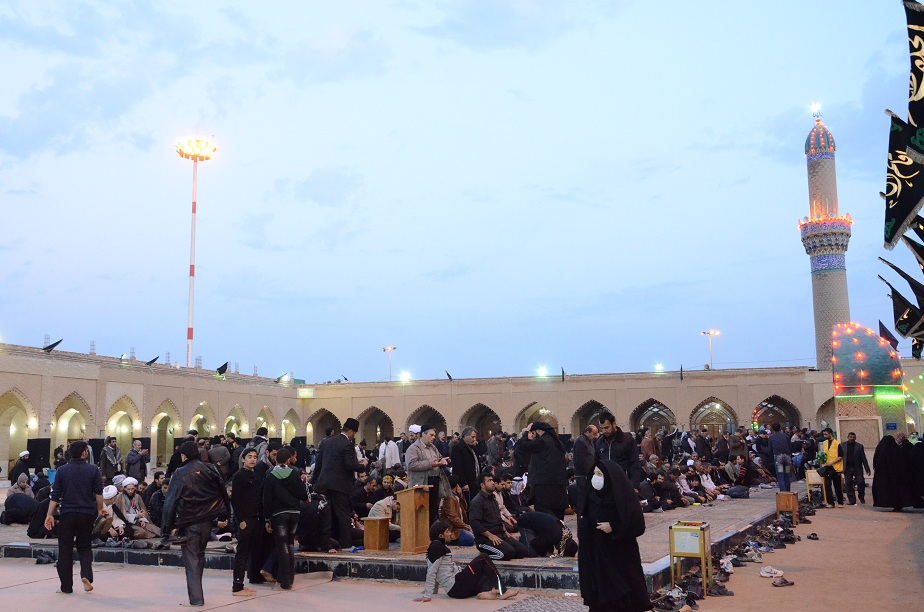
الدكة المستطيلة في وسط المسجد مُقاماً عليها صلاة الجماعة
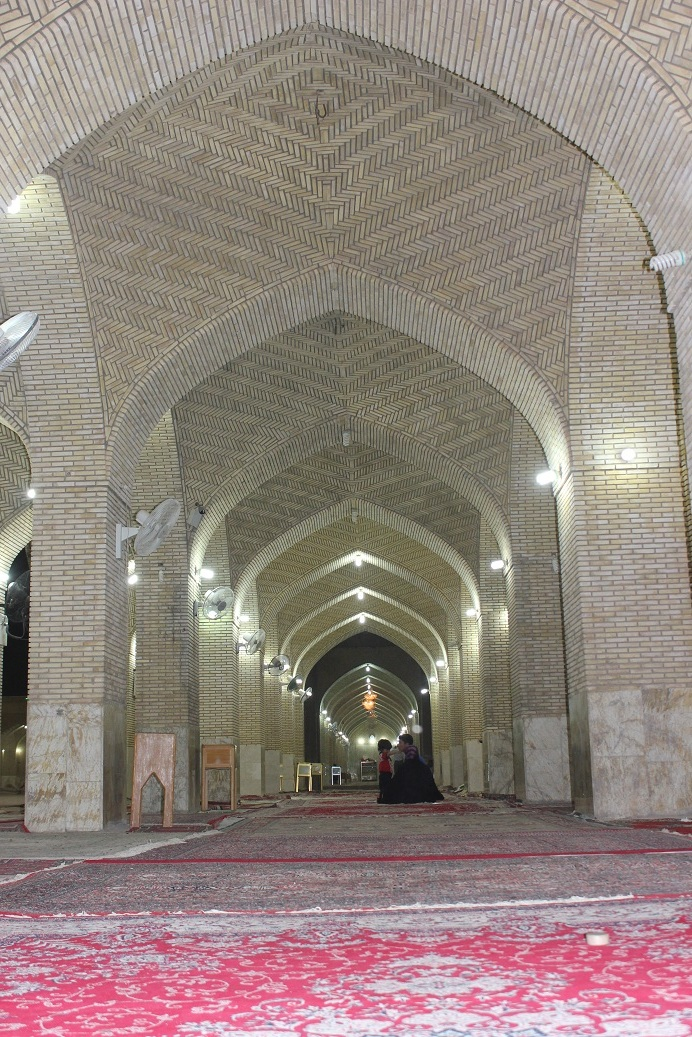
أحد أروقة المسجد
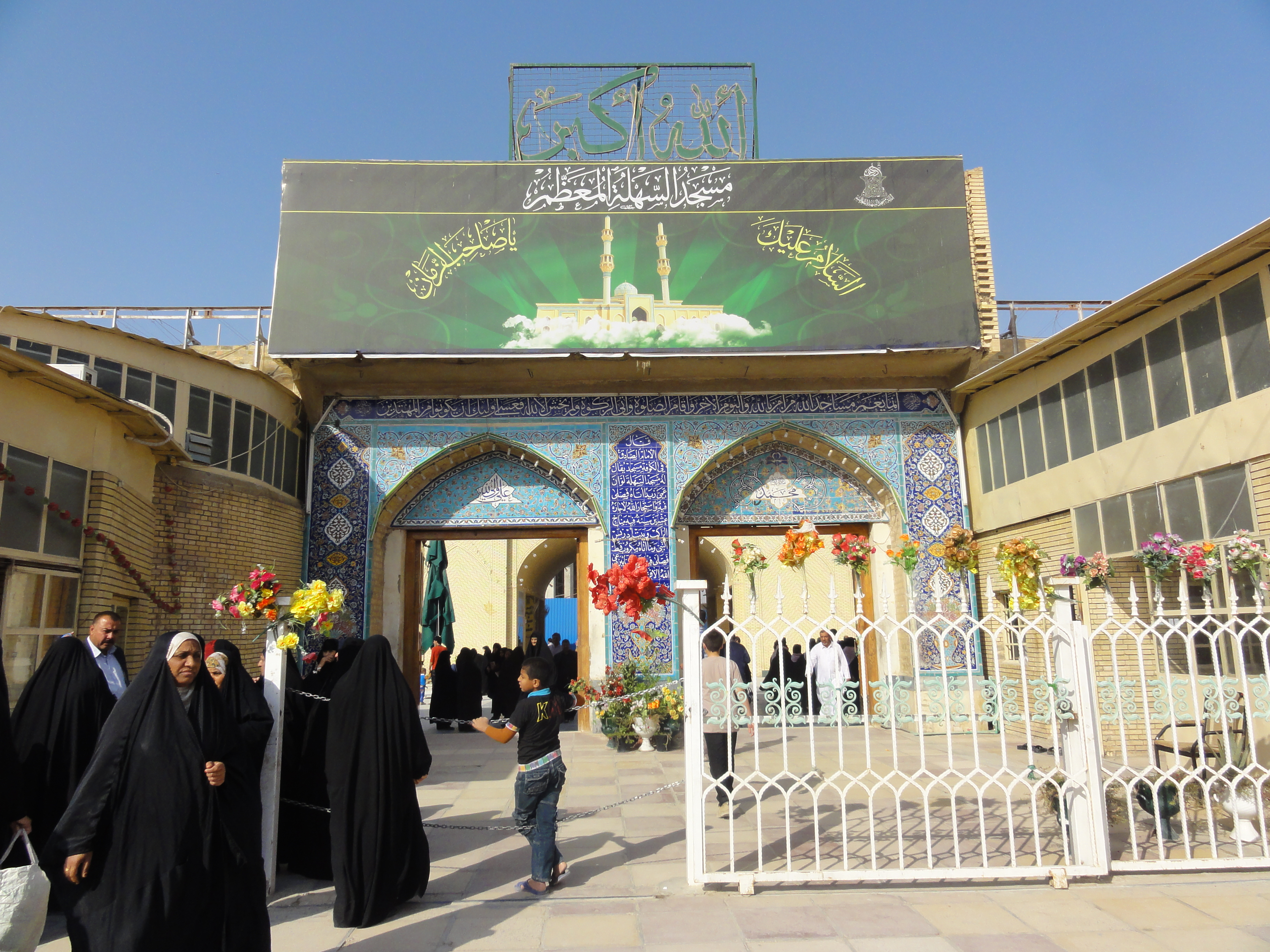
مدخل المسجد
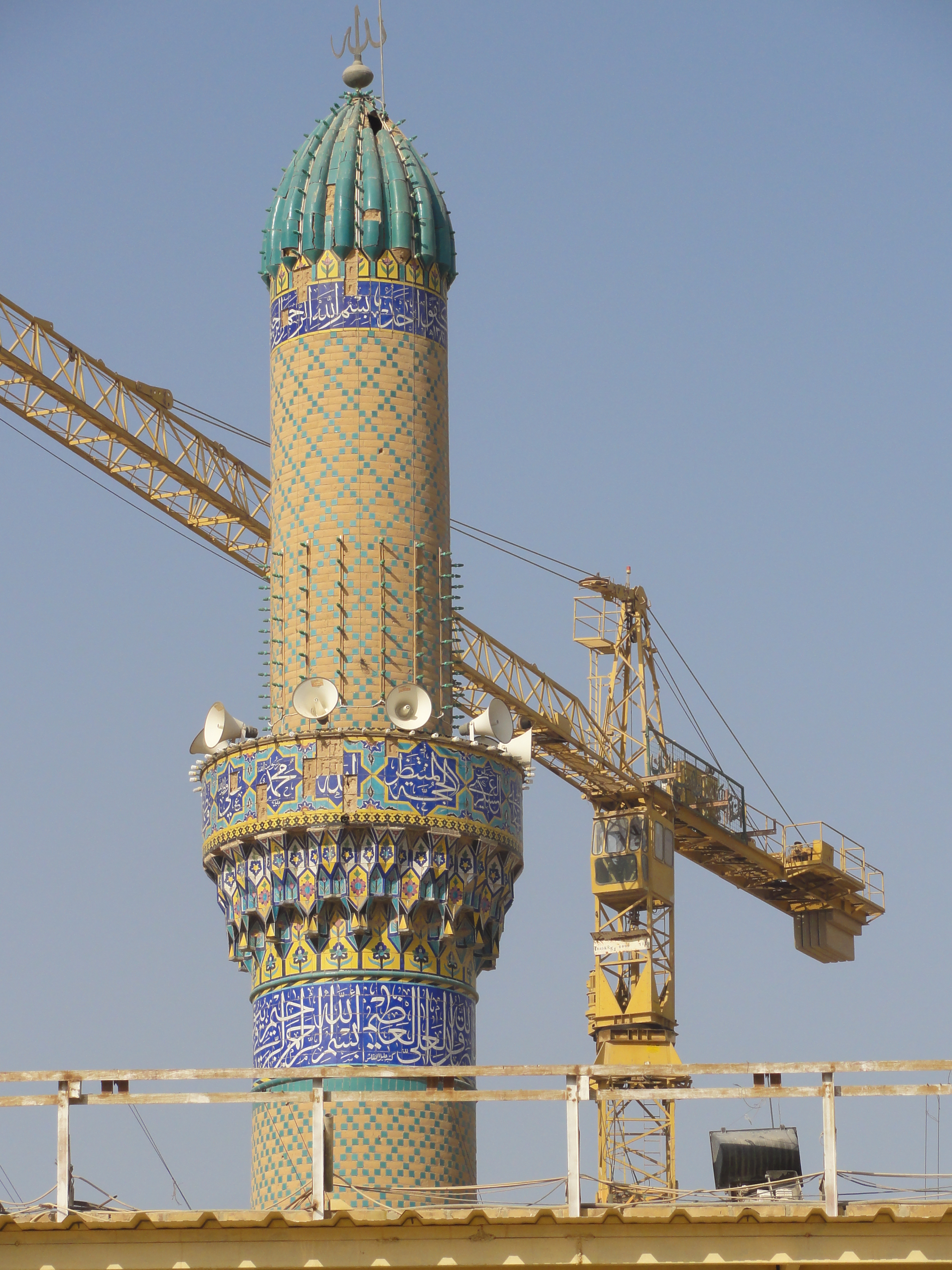
منارة المسجد المُشيدة في 1967 في فترة إعادة تعميرها
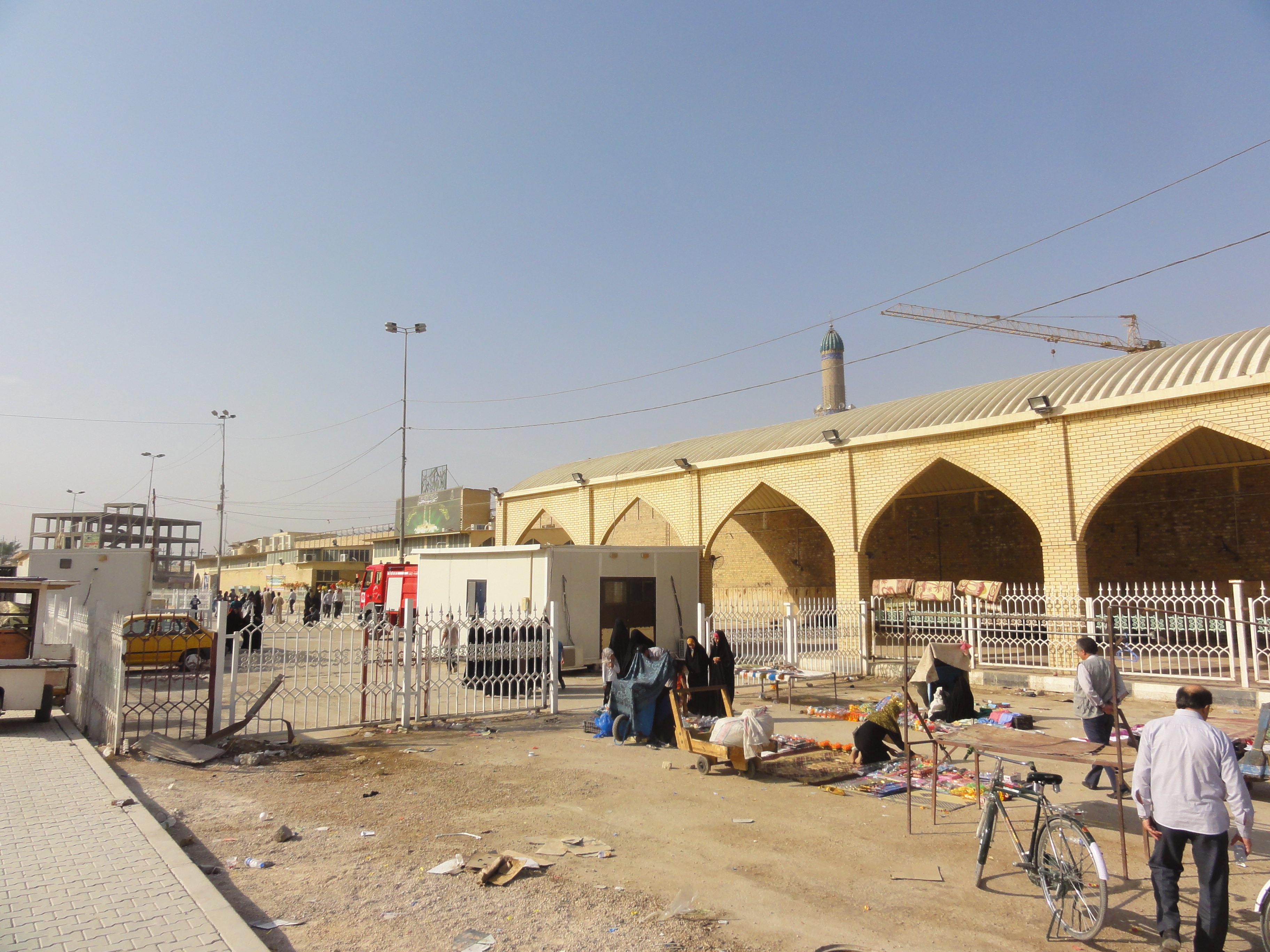
باحة المسجد خلال إعادة الإعمار
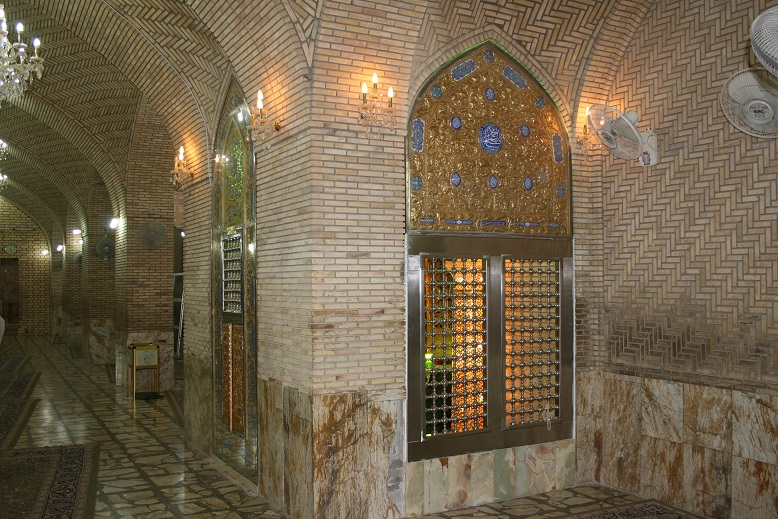
صورة لأحد المقامات الشريفة
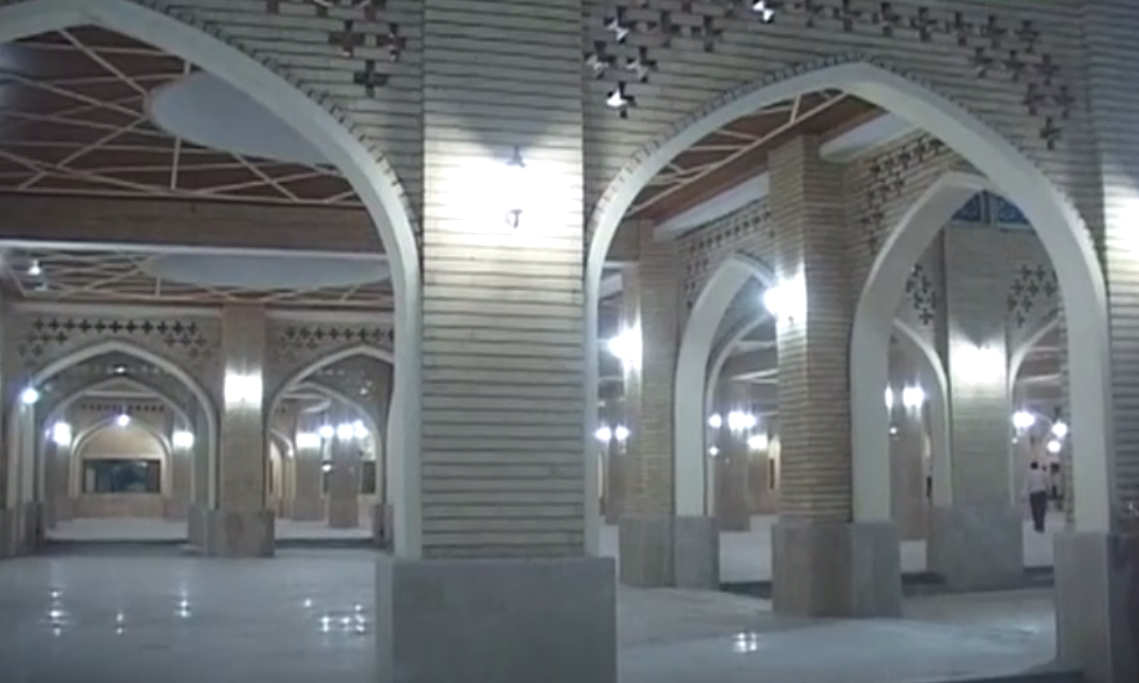
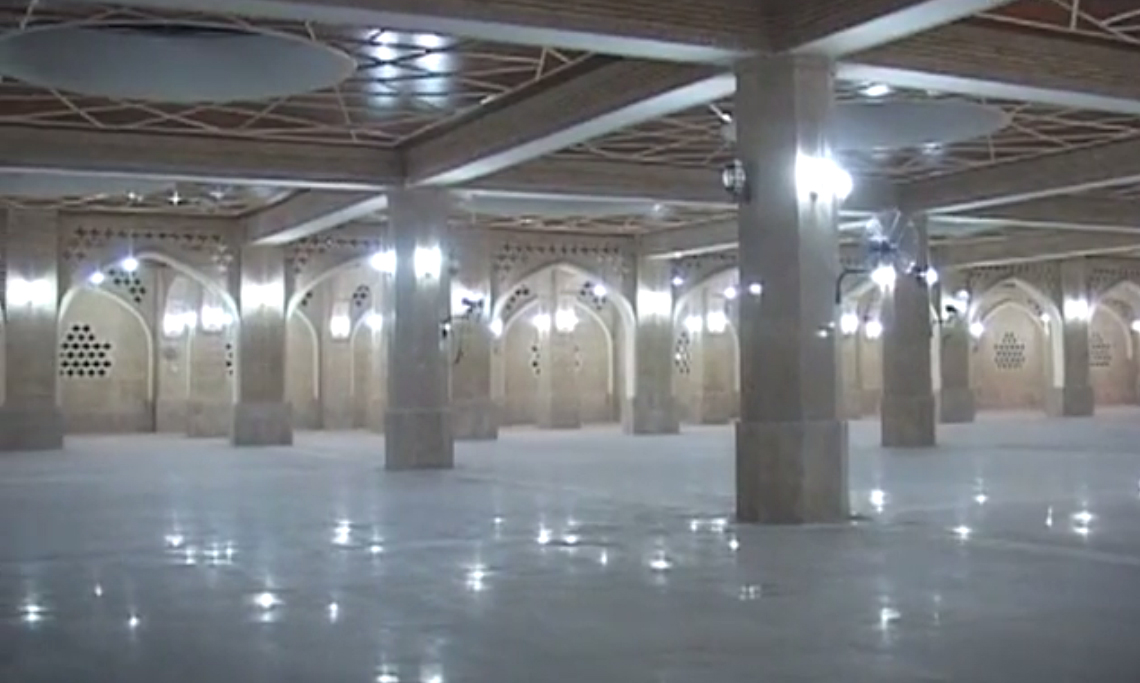
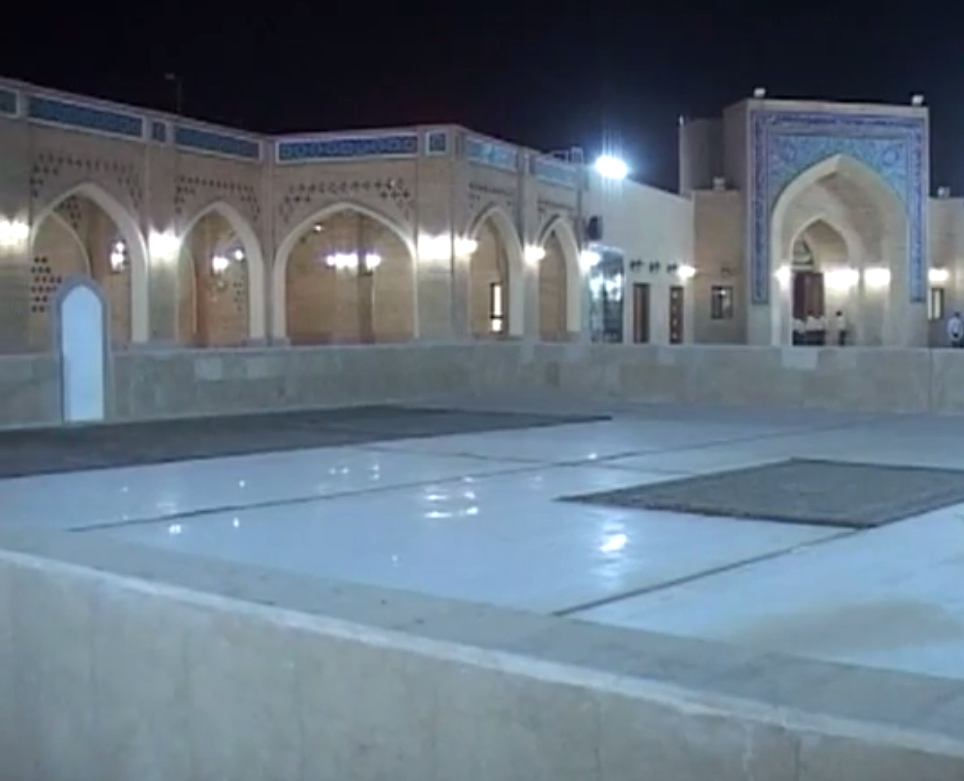
الصحن الوسطي في مسجد السهلة

- ملف:محافظة النجف..مسجد السهلة.jpg

## طالع أيضًا
- مسجد الشيخ الطوسي
- مسجد عمران بن شاهين
- مسجد الإمام علي الشرقي
- قائمة مساجد النجف
- مسجد بيبي (هيبات)